# سارة فووت
سارة فووت (بالإنجليزية: Sarah Foot)‏ هي مؤرخة بريطانية، ولدت في 1961.